# Complexe Chaussegros-de-Léry

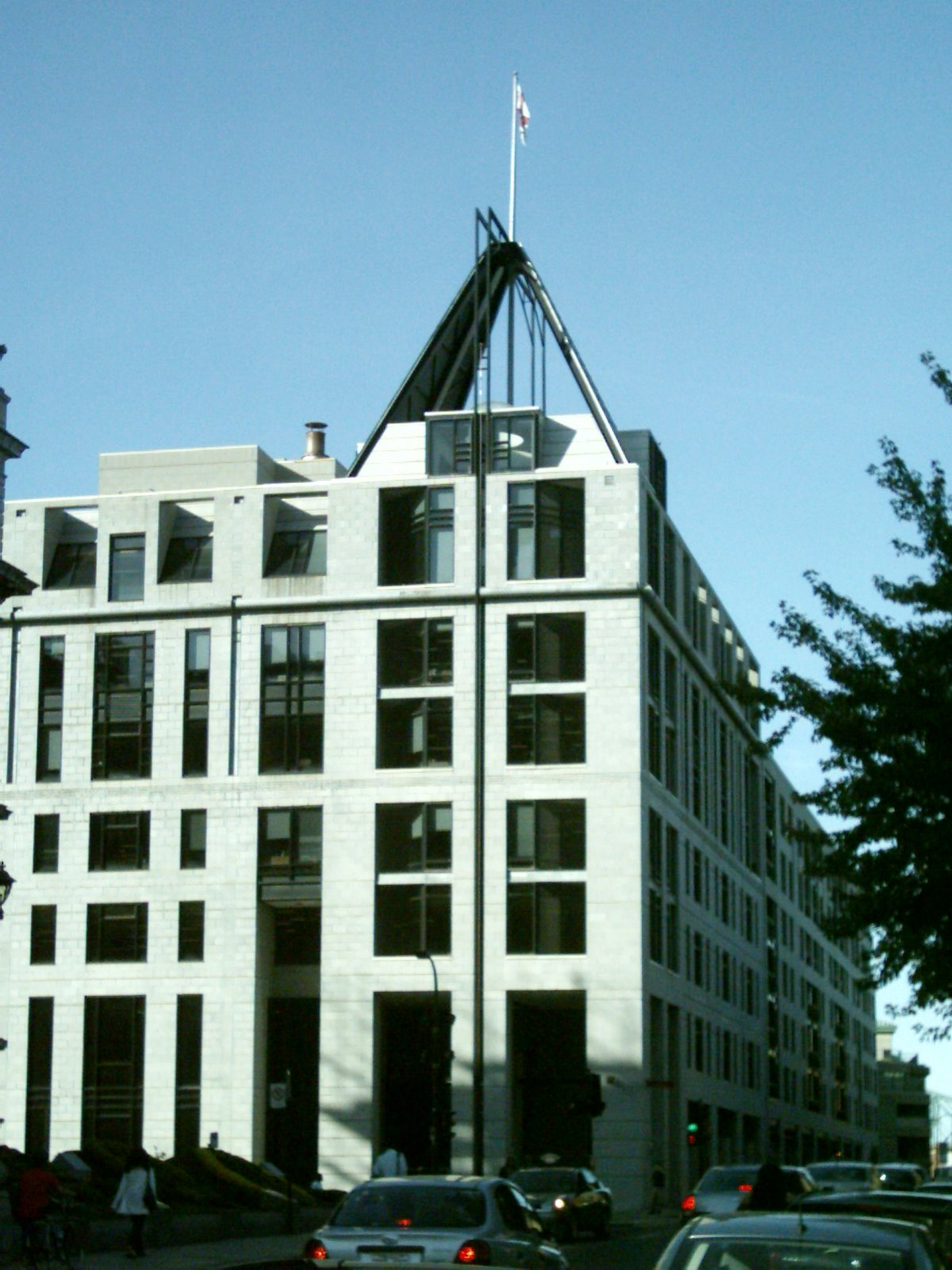
L'édifice Chaussegros-de-Léry 1

Le Complexe Chaussegros-de-Léry, ouvert en 1992, est un ensemble de 2 édifices appartenant à la ville de Montréal, via la Société d’habitation et de développement de Montréal (SHDM). Le premier est un édifice à bureau servant à l'administration (de Montréal). Le second a une vocation commerciale et résidentielle.
- Édifice Chaussegros-de-Léry I, 303 rue Notre-Dame Est
- Édifice Chaussegros-de-Léry II, 309-329 rue Notre-Dame Est

Phase I est conçu par l’architecte Dan Hanganu. 
Cet ensemble immobilier est nommé en l'honneur de Gaspard-Joseph Chaussegros de Léry.

## Liens externes

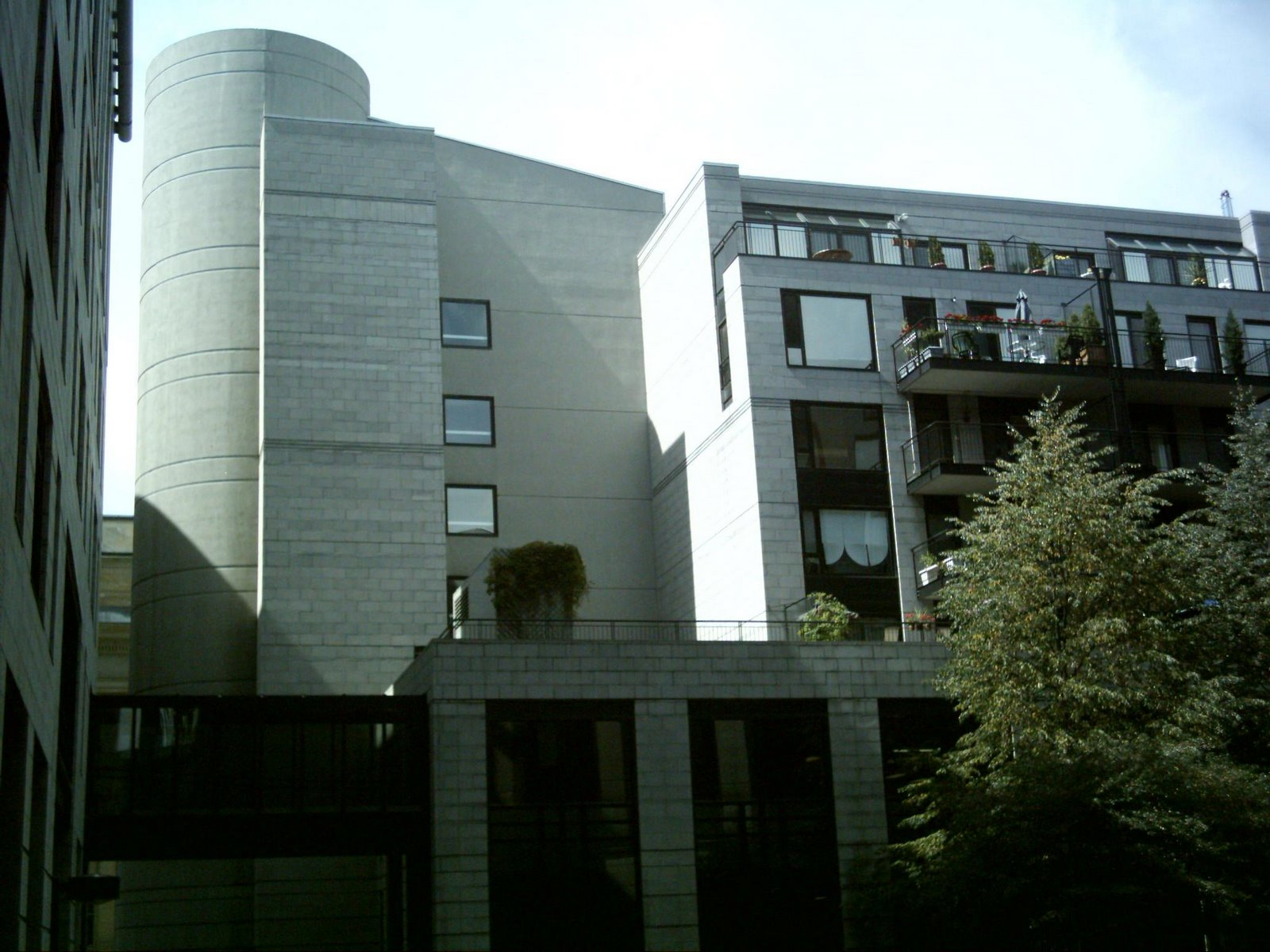
L'édifice Chaussegros-de-Léry 2 à Montréal rue Notre-Dame Vue de l'intérieur de la cour